# Fusarium oxysporum f.sp. vasinfectum
Fusarium oxysporum f.sp. vasinfectum là một loài nấm gây bệnh cho cây.

## Hình ảnh

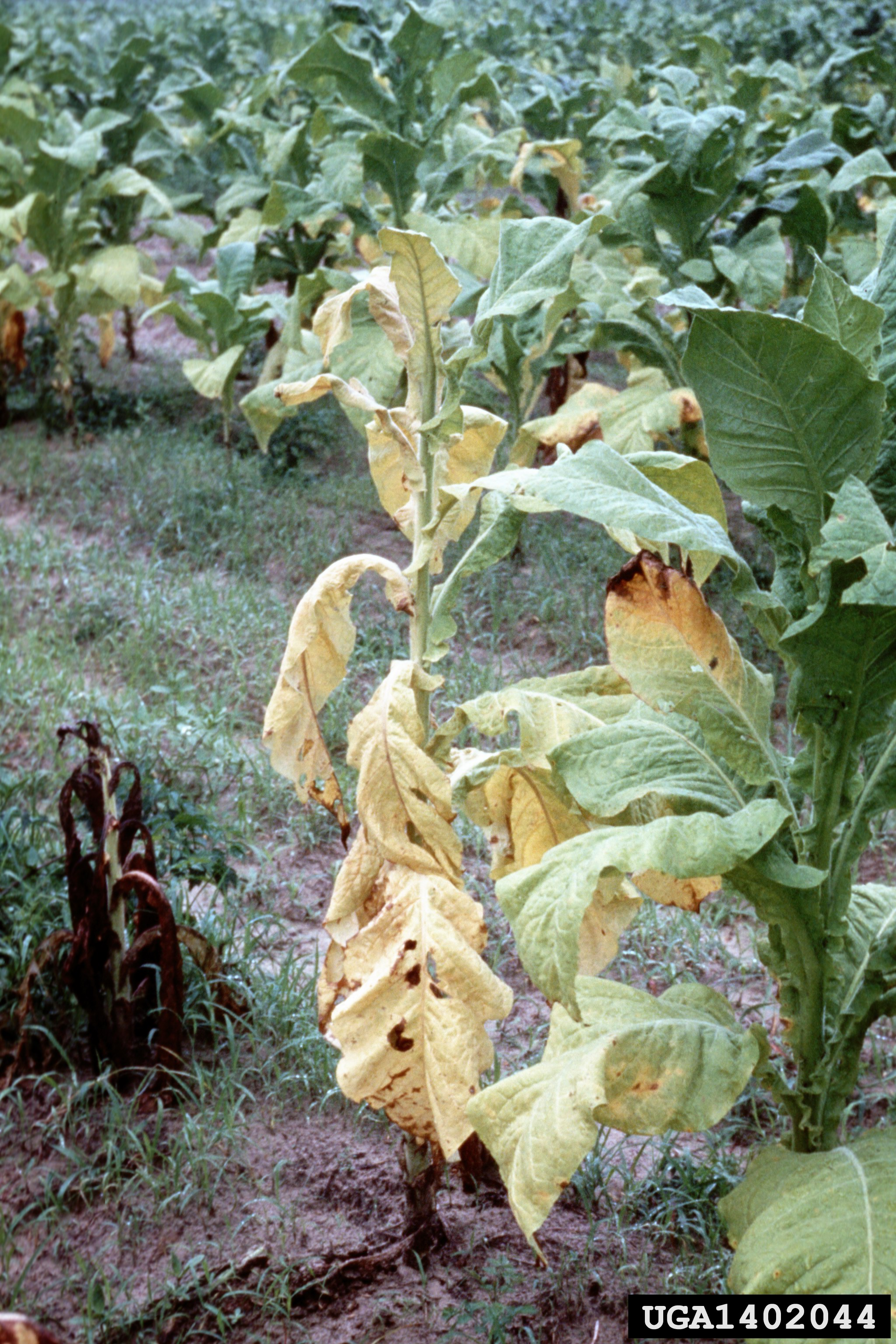
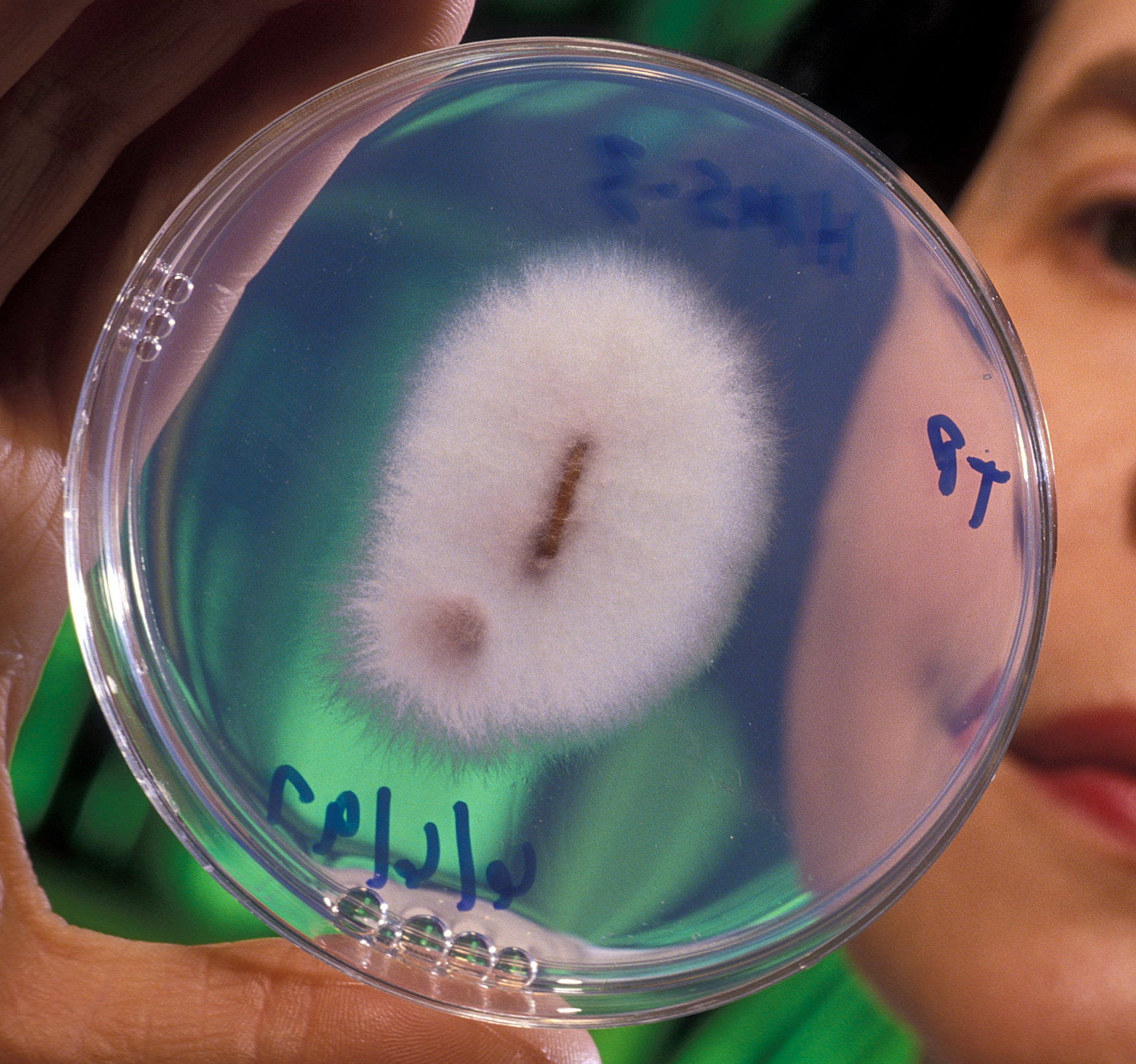
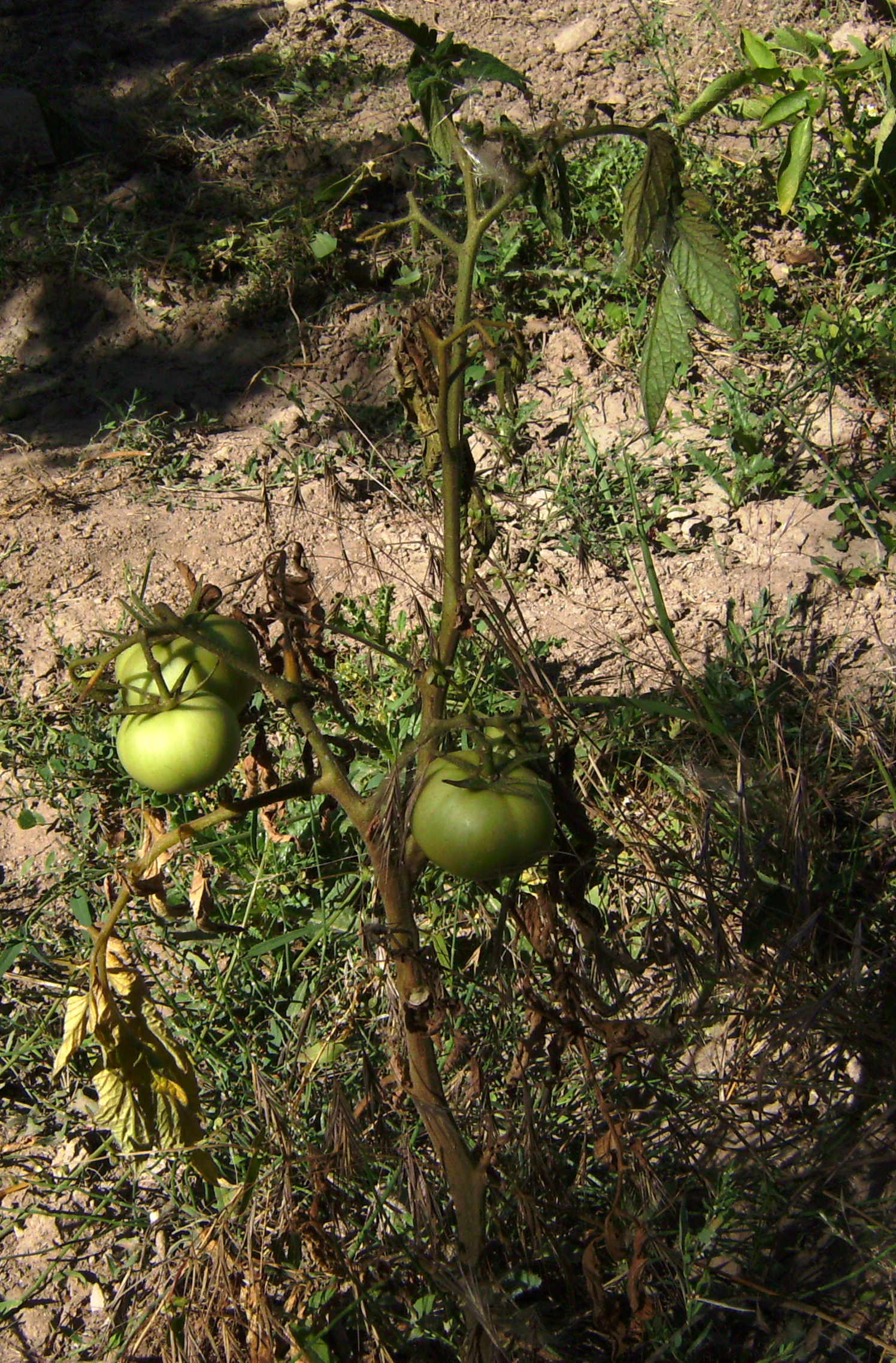